# Burgers' Desert
Burgers' Desert is een eco-display in Burgers' Zoo, de dierentuin van Arnhem, Gelderland. In een overdekte ruimte van 7500 m2 is de Sonorawoestijn en Mojavewoestijn van Arizona, VS en het noorden van Mexico nagebootst. Bezoekers kunnen via vaste paden kennis maken met het leven in de woestijn. De Desert, geopend in 1994, is de tweede grote overdekte attractie van Burgers' Zoo en via een tunnel verbonden met Burgers' Bush.

## Rotswoestijn
Het eco-display is gebaseerd op de rotswoestijnen van Noord-Amerika. Namaak granietrotsen dragen aan deze ervaring bij. De temperatuur binnen in het complex is echter niet die direct van een woestijn verwacht wordt. In de woestijn is ook een kleine biotoop (oase) nagemaakt zoals die ook in de woestijn gevonden kan worden, deze functioneert als waterbron voor de loslopende vogels.
De Desert is via een nagebouwde mijn verbonden aan de Bush. In deze ondergrondse en dus donkere mijn is te zien hoe kristallen gevormd worden. Verder zijn er verschillende terrariums te vinden.

## Constructie
De daken van de Desert, Bush en Mangrove zijn gemaakt van luchtkussens. Deze kussens bestaan uit drie lagen Hostaflon ET gemaakt door het Duitse bedrijf Hoechst. Een soortgelijk product van een andere fabrikant is ook gebruikt in het Watercube Olympisch zwemstation in Peking. Voordelen van deze kussens is dat ze 95% lichtdoorlatend zijn (meer dan sommige glassoorten), zeer goed isolerend werken en een brandvertragende eigenschap hebben.

## Dieren
Te zien in de Desert zijn:
- Een tunnel vanuit de Bush met verblijven voor: brilbladneusvleermuizen, Coloradopadden,  katoenratten, Mexicaanse roodknievogelspinnen, grottensprinkhanen, Centruroides sculpturatus (een schorpioenensoort), Blinde grottenvissen, Merriams kangoeroeratten en melkslangen.
- Verschillende andere tunnels met verblijven voor: Diamantratelslangen samen met gilamonsters, gilamonsters alleen, Noord-Amerikaanse katfretten, en Cactusmuizen.
- Een voliére voor holenuilen en grote renkoekoeken.
- Een voliére voor socorroduiven en ultramarijnbisschoppen.
- Een verblijf voor Gopherschildpadden (voorheen rode lynxen, waarvan de laatste in 2024 is gestorven)
- Een verblijf voor oerzons en zwartstaartprairiehonden.
- Een verblijf voor halsbandpekari's.
- Een oase met Amerikaanse dikkop-elritsen
- Losvliegende vogels: witvleugeltreurduiven, helmkwartels, rode kardinalen, purpergorzen, rozebuikgorzen, socorroduiven, kalkoengieren, ultramarijnbisschoppen, gele kardinalen, musduiven, Montezuma-kwartels en Mexicaanse roodmussen.